# Fabio Gatti
Fabio Gatti (* 4. Januar 1982 in Perugia, Italien) ist ein ehemaliger italienischer Fußballspieler.

## Karriere
Fabio Gatti begann seine Karriere 2000 bei der AC Perugia. Von Sommer 2004 bis Januar 2008 spielte er, mit einer Unterbrechung im Jahr 2006, für die SSC Neapel im Mittelfeld. Im ersten Halbjahr 2008 stand Gatti beim FC Modena in der Serie B unter Vertrag. Im Sommer 2008 wechselte er erneut zu Perugia Calcio, das mittlerweile in der Lega Pro Prima Divisione spielte. Dort blieb er bis zur Insolvenz des Vereins im Jahr 2010. Anschließend schloss er sich dem Ligakonkurrenten Paganese Calcio an. Sein neuer Verein musste ein Jahr später absteigen. Er verließ den Klub zu Calcio Lecco, später zu Foligno Calcio, ehe er seine Laufbahn im Jahr 2013 beendete.